# Национален отбор по водна топка на България
Националният отбор по водна топка на България представя страната на международни състезания в спорта – водна топка. Отборът два пъти взима участие на летни олимпийски игри - в Мюнхен през 1972 и в Москва през 1980 година, като се класира съответно на 11-о и 12-о място.
Отборът успява да запише и три участия на световни първентсва по водна топка - през 1973, 1975 и 1978, записвайки съответно 13-о, 12-о и 8 място.
През 1979 и 1981 година отборът се класира на 8 място на световната купа по водна топка.

## Известни състезатели
- Иван Славков
- Иван Иконописов

## Участия в международни турнири

### Олимпийски игри
- 1972: 11 място
- 1980: 12 място

### Световни първенства
- 1973: 13 място
- 1975: 12 място
- 1978: 8 място

### Световни купи
- 1979: 8 място
- 1981: 8 място

### Европейски първенства
- 1958: 14 място
- 1987: 8 място
- 1989: 10 място
- 1991: 13 място
- 1995: 8 място
- 1997: 12 място